# Варваровка (Бахмачский район)
Варва́ровка (укр. Варварівка) — село, расположенное на территории Бахмачского района Черниговской области Украины.
Население составляет 313 жителей (2006 год). Плотность населения — 535,04 чел/кв.км.
Впервые упоминается в 1820 году.
Село Варваровка находится примерно в 15 км к юго-западу от центра города Бахмач. Средняя высота населённого пункта — 148 м над уровнем моря. Село находится в зоне умеренно континентального климата.
Национальный состав представлен преимущественно украинцами, конфессиональный состав — христианами.

## История
Партийная ячейка создана в 1928, первая комсомольская — в 1924 году.
Варваровка основана в первой половине XIX в. Советская власть установлена в январе 1918 г. 166 жителей села сражались на фронтах Великой Отечественной войны против немецких войск, 67 из них удостоены орденов и медалей СССР, 67 — погибли. В 1957 г. в Варваровке воздвигнут памятник в честь воинов-освободителей и воинов-односельчан, павших в боях за свободу и независимость Родины.